# Tubulipora serpens
Tubulipora serpens är en mossdjursart som beskrevs av Canu och Bassler 1928. Tubulipora serpens ingår i släktet Tubulipora och familjen Tubuliporidae. Inga underarter finns listade i Catalogue of Life.